# Landshövdingar i Dalarnas län
Landshövdingen i Dalarnas län är myndighetschef för Länsstyrelsen i Dalarnas län och utses av regeringen. 
Fram till 1997 så var titeln landshövding i Kopparbergs län.

## Landshövdingar (1634-i dag)
- 1634–1645: Peter Kruse
- 1641–1651: Johan Berndes
- 1651–1655: Erik Fleming

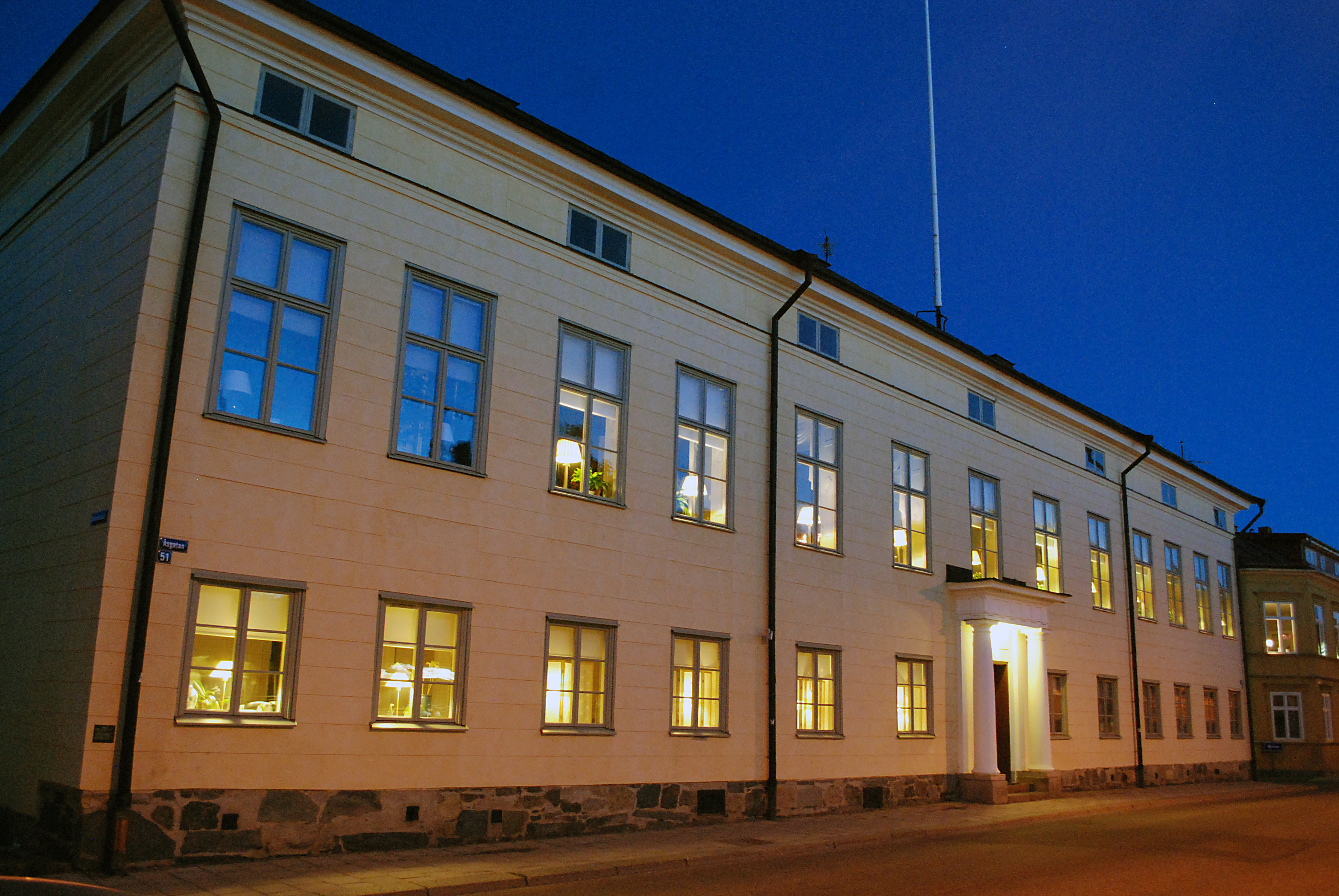
Länsresidenset i Falun.

- 1655–1662: Lorentz Creutz den äldre
  - 1658: Erik Fleming (tillförordnad)
  - 1658–1659: Jesper Crusebjörn (tillförordnad)
- 1662–1692: Gustaf Duwall
- 1692–1706: Nils Gripenhielm
  - 1706: Hans Rålamb (tillförordnad)
- 1706–1709: Jacob Bure
  - 1709: Hans Rålamb (tillförordnad)
- 1710–1713: Jacob Reenstierna den yngre
- 1713–1716: Jonas Cedercreutz
- 1716–1719: Gustaf Gabriel Appelman
- 1719–1723: Otto Reinhold Strömfelt
- 1723–1732: Peter von Danckwardt
- 1732–1739: Nils Reuterholm
- 1739–1742: Albrekt Lindberg
- 1742–1755: Carl Gustaf Wennerstedt
  - 1743: Olof Malmer (tillförordnad)
- 1756–1763: Bernhard Reinhold von Hauswolff
- 1763–1766: Johan Abraham Hamilton
  - 1766: Adolf Mörner (tillförordnad)
- 1766–1781: Carl Cederström
  - 1777: Carl Hierta (tillförordnad)
- 1781–1790: Johan Beck-Friis
- 1790–1812: Johan Magnus af Nordin
- 1812–1822: Hans Järta
- 1822–1853: Per Daniel Lorichs
- 1853–1856: Polykarpus Erik Cronhielm
- 1857–1863: Olof af Geijerstam
- 1863–1880: Johan Gustaf Samuel de Maré
- 1880–1892: Curry Treffenberg
- 1893–1901: Claës Wersäll
  - 1894–1897: Charles von Oelreich (tillförordnad)
- 1901–1922: Fredrik Holmquist
  - 1919–1920: Nils Gustaf Ringstrand (tillförordnad)
- 1922–1932: Herman Kvarnzelius
- 1932–1944: Bernhard Eriksson
- 1944–1951: Gustaf Andersson i Rasjön
- 1951–1957: Eije Mossberg
- 1957–1973: Gösta Elfving
- 1974–1980: Bengt Olsson
- 1980–1986: Ingvar Gullnäs
- 1986–1992: Lilly Hansson
- 1992–2001: Gunnar Björk
- 2002–2006: Ingrid Dahlberg
- 2007–2015: Maria Norrfalk
- 2015–2021: Ylva Thörn[1]
  - 2021–2022: Camilla Fagerberg Littorin (tillförordnad mellan 1 augusti 2021 och 30 oktober 2022)

- 2022– : Helena Höij [2]